# Antoni Baranowski (generał)
Antoni Baranowski herbu Ostoja (ur. 1760 w Indykowie na Mazowszu – zm. 15 marca 1825) – generał major wojsk koronnych.
W latach 1772–1779 był uczniem Szkoły Rycerskiej. Od 1780 w 5. Pułku Straży Przedniej. W 1788 rotmistrz, audytor w tym samym pułku. Od 1790 major w Komisariacie Wojskowym. W służbie tej pozostał za rządów targowicy.
Pełniąc służbę jako liniowiec w Lubelskiem, włączył się do powstania kościuszkowskiego, jako jeden z pierwszych. Nagrodzony przez Tadeusza Kościuszkę awansem do stopnia generała dowodził dywizją (niekompletną) osłaniającą linię Wisły i Wieprza, która potem została wcielona do Korpusu ks. Adama Ponińskiego. Brał udział na czele dywizji w bitwie pod Maciejowicami. 
Pozostawał później poza służbą. W 1812 organizował pospolite ruszenie departamentu lubelskiego i siedleckiego.
Czynny w ruchu masońskim. Był członkiem loży wolnomularskiej: Świątynia Izis, mistrzem loży Wolność Odzyskana i członkiem kapituły Prawdziwa Jedność.